# Prix Jun-Takami
Le prix Jun-Takami (高見順賞, Takami Jun Shō) est décerné chaque année à un poète par la « fondation Jun Takami pour la littérature ». Le capital de la fondation provient en partie des droits d'auteur de Takami. Le nom du lauréat est annoncé tous les ans en janvier et il reçoit son prix en mars. Le prix est doté d'un montant de 500 000 yen.

## Lauréats

### 1971 à 1980
- 1971
  - Taku Miki pour Waga kidi Rando (わがキディ・ランド)
  - Gōzō Yoshimasu pour Ōgon shihen (黄金詩篇)
- 1972
  - Eiichi Kasuya[2] pour Seikai no kōzō (世界の構造)
- 1973 
  - Toshio Nakae[3] pour Goishū (語彙集)
- 1974 
  - Sachiko Yoshihara pour Ondīnu (オンディーヌ) (昼顔)
- 1975
  - Kōichi IIjima pour Goya no fāsuto nēmu wa (ゴヤのファースト・ネームは)
- 1976 
  - Shuntarō Tanikawa pour Teigi (定義) et Yonaka ni daidokoro de boku wa kimi ni hanashikaketakatta  (夜中に台所でぼくはきみに話しかけたかった)
- 1977 
  - Yoshioka Minoru pour Safuran tsumami (サフラン摘み)
- 1978
  - Tetsuzō Tsuburai pour Bōrō (望楼)
- 1979
  - Ryūsei Hasegawa pour Shiteki seikatsu (詩的生活)
- 1980
  - Takasuke Shibusawa pour Kairō (廻廊)

### 1981 à 1990
- 1981 
  - Motoo Andō pour Mizu no naka no saigetsu (水の中の歳月)
- 1982
  - Shigeo Washisu pour Kōi uta (行為の歌)
- 1983 
  - Washuo Irisawa pour Shishatachi no muragaru fūkei (死者たちの群がる風景)
- 1984 
  - Toyoichirō Miyochi[4] pour Natsu no fuchi (夏の淵)
- 1985 
  - Taijirō Amazawa pour Jigokunite (地獄にて)
- 1986 
  - Ryōko Shindō pour Shōbifumi (薔薇ふみ)
  - Takahiko Okada pour Toki ni Kishi nashi (時に岸なし)
- 1987 
  - Hiroshi Kawasaki pour Bisuketto no kūkan (ビスケットの空カン)
- 1988 
  - Mutsuo Takahashi pour Usagi no niwa (兎の庭)
  - Hisaki Matsuura pour Fuyu no ki (冬の本)
- 1989 
  - Iwao Abe pour Bēgetto-shi (ベーゲェット氏)
  - Makoto Takayanagi pour Toshi no shōzō (都市の肖像)
- 1990 
  - Tatsuya Iwanari[5] pour Furebeburi hitsupopoutamusu no uta (フレベヴリィ・ヒツポポウタムスの唄)

### 1991 à 2000
- 1991  
  - Kiyomi Konagaya[6] pour Nukegara kari (脱けがら狩り)
  - Yukio Tsuji pour Verurēnu no yohaku ni (ヴェルレーヌの余白に)
- 1992  
  - Mikirō Sasaki pour Hachimitsu tori (蜂蜜採り)
- 1993 
  - Tsujii Takashi pour Gunjō, waga mokushi (群青、わが黙示)
  - Toyomi Arai pour Yoru no kudamono (夜のくだもの)
- 1994  
  - Kanako Yoshida pour Teihon yami (定本－闇)
- 1995  
  - Yōko Isaka pour Chijō ga mamben naku akarunde (地上がまんべんなく明るんで)
- 1996  
  - Ikuo Seio pour Seio ikuo shishū „Deep Purple“ (瀬尾育生詩集「DEEP PURPLE」)
- 1997  
  - Kazuko Shiraishi pour Arawareru monotachi o shite (現れるものたちをして)
- 1998  
  - Yōji Arakawa pour Tosei (渡世)
- 1999  
  - Kazuko Tō[7] pour Kioku no kawa de (記憶の川で)
- 2000  
  - Masayo Koike pour Mottomo kannōtekina heya (もっとも官能的な部屋)
  - Kiwao Nomura pour Kaze no haibun (風の配分)

### 2001 à 2010
- 2001  
  - Inuo Taguchi[8] pour Mō shōgun (モー将軍)
- 2002  
  - Shirōyasu Suzuki pour Kurumi pointa (胡桃ポインタ)
  - Hinako Abe pour Umiyōbi no onnatachi (海曜日の女たち)
- 2003  
  - Sadakazu Fujii pour Kotoba no tsue, kotoba no tsue (ことばのつえ、ことばのつえ)
- 2004 
  - Tetsuo Nakagami pour Eruvisu ga shinda hi no yoru (エルヴィスが死んだ日の夜)
- 2005 
  - Keizō Aizawa pour Mangō gensō (マンゴー幻想)
  - Akira Tatehata[9] pour Reido no inu (零度の犬)
- 2006 
  - Hiromi Itō pour Kawara arekusa (河原荒草)
- 2007 
  - Takako Misaki pour Sakura byōin shūhen (桜病院周辺)
- 2008 
  - Tooru Kitagawa pour Tokeru, mezamashi tokei (溶ける、目覚まし時計)
  - Inagawa Masato pour ? (聖－歌章)
- 2009 
  - Hiroya Takagai[10] pour ? (子葉声韻)
- 2010 
  - Takashi Okai pour Chūkaisuru mono (注解する者)
  - Masayuki Kishida pour ? (〈孤絶―角〉)

### 2011 à 2020
- 2011
  - Shijon Kimu pour Nakushita kisetsu (失くした季節)
- 2012
  - Yō Henmi pour Me no umi (眼の海)